# Óriásposzméh
Az óriásposzméh (Bombus fragrans) a rovarok (Insecta) osztályába, a hártyásszárnyúak (Hymenoptera) rendjébe és a méhfélék (Apidae) családjába tartozó faj.

## Rendszertana
Leírója Peter Simon Pallas, aki  Apis fragrans néven írta le. Típuslokalitása az orosz Volga-régió. A holoarktikus régióban (Európa, Ázsia, Észak-Amerika) elterjedt Subterraneobombus alnem tagja, ahol a Bombus amurensis és a Bombus fedtschenkoi fajokkal együtt alkotja a Bombus fragrans-fajcsoportot. Ezektől matt clipeusa alapján különböztethető meg.

## Megjelenése
Nagyon mutatós dongófaj. Zömök, sűrű sárga szőrbundával fedett testű, fullánkos, ízeltlábú rovar, szárnya áttetsző, feje nagy. Túlnyomó részben aranyszínű. Fekete a clipeus, a toron húzódó csík és a potroh hatodik ízülete, továbbá a fej nagy része és a hasának nagy része. Erős rágója van, az alsó ajak és az állkapocs jelentősen megnyúlt szívószervvé alakult, ami hosszan kinyújtva lehetővé teszi a mélyebb kelyhű virágokból való nektárgyűjtést is. 
Nyugodt, békés rovarok, de veszély esetén, erős, méregmiriggyel ellátott fullánkjukkal védelmezik magukat, vagy a fészekben lévő társaikat. Szúráskor a fullánkjuk nem szakad ki a testükből, hanem sérülés nélkül visszahúzható.
Az óriásposzméh, a Magyarországon előforduló 34 poszméhfaj közül a legnagyobb termetű. A dolgozók testhosszát 18–21 mm-ként tartják számon. 
Európai adatok szerint az anya testhossza 46–48 mm, testszélessége 18–21 mm, szárnyfesztávolsága 38–48 mm, szárnyhosszúsága pedig 19–32 mm, így Európának is a legnagyobb poszméhfaja.

## Élőhelye
Mozaikos alföldi gyepek (turjános, homokgyep). Sokféle növényről gyűjti a nektárt, legjobban ott érzi jól magát, ahol mindig van éppen virágzó növény.

## Nektárgyűjtése
A többi poszméhhez hasonlóan nektárral és virágporral táplálkozik. Virágporral főként a lárvákat eteti. 
A sűrű, szőrös bunda, nem csak a hőszigetelésben, hanem a nektárgyűjtésben is jelentős szerepet játszik. Szabálytalan, érdes felületének és elektrosztatikus vonzásának köszönhetően, a virágokról jelentős mennyiségű pollen (virágpor) tapad rá.  A módosult harmadik pár lábukkal, mely kissé kivájt, oldalról pedig durva szőrök veszik körül, a szőrbundáról lefésülve, a láb mélyedésébe terelik a virágport.

## Szaporodása
A télen sikeresen áttelelt nőstény poszméh már kora tavasszal megjelenik. Egy-két hétig táplálkozik, majd megerősödve fészkelő helyet keres. Sosem ás fészket, elhagyott kisemlős járatokat takarít ki. A fészek építőanyaga viasz, amit speciális mirigyeiből választ ki a potrohlemezeik közül. Viaszsejtjei, szabálytalan hordó alakúak, melyek rendezetlenül állnak. Mivel a királynő kezdetben egyedül van, pár lerakott petéjét saját testével melengeti. Pár hét múlva viszont kikelnek az első dolgozók és ezután a királynőnek már csak a peterakás lesz a feladata. A család csúcslétszáma 50-100. A dolgozók május végétől repülnek, az új ivaros nemzedék augusztus közepétől jelenik meg. Őszre a királynő és a kolónia többi lakója is elpusztul, a telet csak a megtermékenyített nőstények egy része éli túl.

## Előfordulása

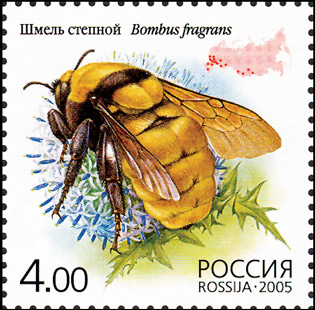
Óriásposzméh orosz bélyegen

Nevezetes pontusi elterjedésű sztyepfajunk. Magyarországon érte el elterjedésének legnyugatibb pontját. Legismertebb élőhelye a kiskunsági Apaj-puszta volt, ahol az 1950-es évek elején még számos példányát gyűjtötték és az akkori megfigyelések szerint a nyári hónapokban elég gyakran lehetett látni az aszat és a bókoló bogáncs virágzatain. 
Utolsó, biztosan regisztrált előfordulása, Kunpeszér és Kunadacs térségében már több mint harmincéves. 
A Kiskunsági Nemzeti Parkban 4 éven át 1977 és 1980 folyamán végzett rendszeres kutatások ellenére sem került elő egyetlen óriásposzméh-példány sem. Így inkább csak feltételezhető, hogy a faj még él Magyarországon, egyelőre eltűntnek kell tekinteni. 
Bizonytalan adatok állnak rendelkezésre, de jelenleg, vagy valaha az alábbi országokban fordult még elő : Szlovákia, Ukrajna, Oroszországban Dél-Szibéria, Kelet-Törökország, Kazahsztán, Kaukázus, Kína és Mongólia. Elterjedt Kelet-Európában, Törökországtól Iránon át egészen Nyugat-Kínáig. Törökországban csak az anatóliai sztyeppén lelhető fel, ahol is a szikes területekről jelentették.  Ukrajnában az utóbbi évtizedben nem került elő a Krím-félszigeten kívül.

## Veszélyeztetettsége
Egész elterjedési területén ritka. Sok élőhelyet veszített a sztyepp felszántása miatt. Az IUCN kritériumai alapján a sebezhető kategóriába tartozik.

## Képe
- Bombus fragrans (Pallas, 1771) Bondarul de stepa

## Fordítás
Ez a szócikk részben vagy egészben  a   Dufthummel című német Wikipédia-szócikk fordításán alapul.  Az eredeti cikk szerkesztőit annak laptörténete sorolja fel. Ez a jelzés csupán a megfogalmazás eredetét és a szerzői jogokat jelzi, nem szolgál a cikkben szereplő információk forrásmegjelöléseként.